# Bogucice (Bogucice Drugie)
Bogucice – osada leśna wsi Bogucice Drugie w Polsce, położona w województwie świętokrzyskim, w powiecie pińczowskim, w gminie Pińczów.
W latach 1975–1998 osada administracyjnie należała do województwa kieleckiego.